# Fáicser Ferenc
Fáicser Ferenc vagy Faitser Ferenc (Németkeresztúr, 1733. október 28. – Pécs, 1793. március 6.) bölcseleti és teológiai doktor, jezsuita rendi pap és tanár, költő.

## Élete
1753-ban lépett be a rendbe. Nagyszombatban és Bécsben tanult, itt filozófiai és teológiai doktorrá avatták. Azután Nagyszombatban az etikát, Budán a bölcseletet és Kassán a bölcseletet és teológiát adta elő. 1773-ban – a rend feloszlatása után – szombathelyi címzetes kanonok és egyúttal Pécsett, azután Pozsonyban gimnáziumi igazgató lett. Életének utolsó tizenegy évét mint plébános 1779-től Pécsett töltötte.

## Munkái
- Oratio de intermerato Virginis conceptu. Viennae, 1756
- Poemata quae excell. ill. ac rev dno Georgio Klimo Quinque-Ecclesiarum episcopo… in grati animi significationem obtulit regium et capitale gymnasium Quinque-Ecclesiense ob donatum ab eo studiosae juventuti xenium litterarum ineunte anno 1777. voluntate eiusdem praesulis publici juris facta (Quinque-Ecclesiis, Tóth Farkas és Schwarz Zsigmond költeményével együtt)
- Laudatio funebris excell. ill. ac rev. dni Georgii Klimo Quinque-Ecclesiarum episcopi… cum in cathedrali basilica Quinque-Ecclesiensi triduanae funeris exequiae finirentur 13. Kalendas Julias anno 1777, Viennae
- Gratulatio in cardinalitiam dignitatem emin. ac rev… presbyteri cardinalis… principis et dni Josephi e comitibus de Batthyán perpetui in Németh-Ujvár ecclesiae metropolit. Strigoniensis archi-episcopi… Posonii, 1778 (költemény)
- Inauguratio regiae scientiarum academiae Budensis. Posonii, 1780
- Ode in obitum Mariae Theresiae augustae. Posonii, (1780)
- Ode ad ill., ac rev. dnum Paulum e com. Eszterházy… Quinque-Ecclesiarum episcopum inauguratum. Posonii, 1781